# Осада Сидона
Осада Сидо́на — захват прибрежного города Сидона силами Балдуина I Иерусалимского и Сигурда I Крестоносца (при содействии венецианского дожа Орделаффо Фальера) в 1110 году.

## Предыстория
Летом 1110 года норвежский флот из 60 кораблей прибыл в Левант под командованием короля Сигурда I. По приезде в Акру он был принят королём Балдуином I Иерусалимским. Они вдвоем отправились на конную прогулку вдоль берега реки Иордан, в ходе которой Балдуин I обратился за помощью к Сигурду I в захвате мусульманских портов. Ответ Сигурда I был таков: «мы пришли сюда с целью посвятить себя служению Христу», однако в итоге норвежский король согласился помочь захватить город Сидон, укрепленный Фатимидами в 1098 году.

## Осада
Армия Балдуина I осадила город с суши, в то время как норвежцы вывели свои корабли в море, чтобы блокировать гавань Сидона. Флот был необходим, чтобы предотвратить помощь горожанам из Египта и Тира. Захват города, однако, стал возможным лишь благодаря прибытию венецианского флота. Город пал после 47 дней осады.
Исландский скальд Эйнарр Скуласон дает следующее описание этих событий:
| Sætt frá ek dœla dróttin, drengr minnisk þess, vinna, tóku hvast í hristar hríð valslöngur ríða. Sterkr braut váligt virki vals munnlitaðr gunnar, fögr ruðusk sverð en sigri snjallr bragningr hlaut fagna. | Король норманнов, скальды поют, Осадил языческий город Саэт: Осадные орудия с ужасным шумом Фронтоны и крыши камнями сокрушают. Городская стена шатается тоже, — она падает; Норманны почерневшие стены В красный цвет окрасили - Король победил, — город теперь под его рукой. |  |

## Последствия

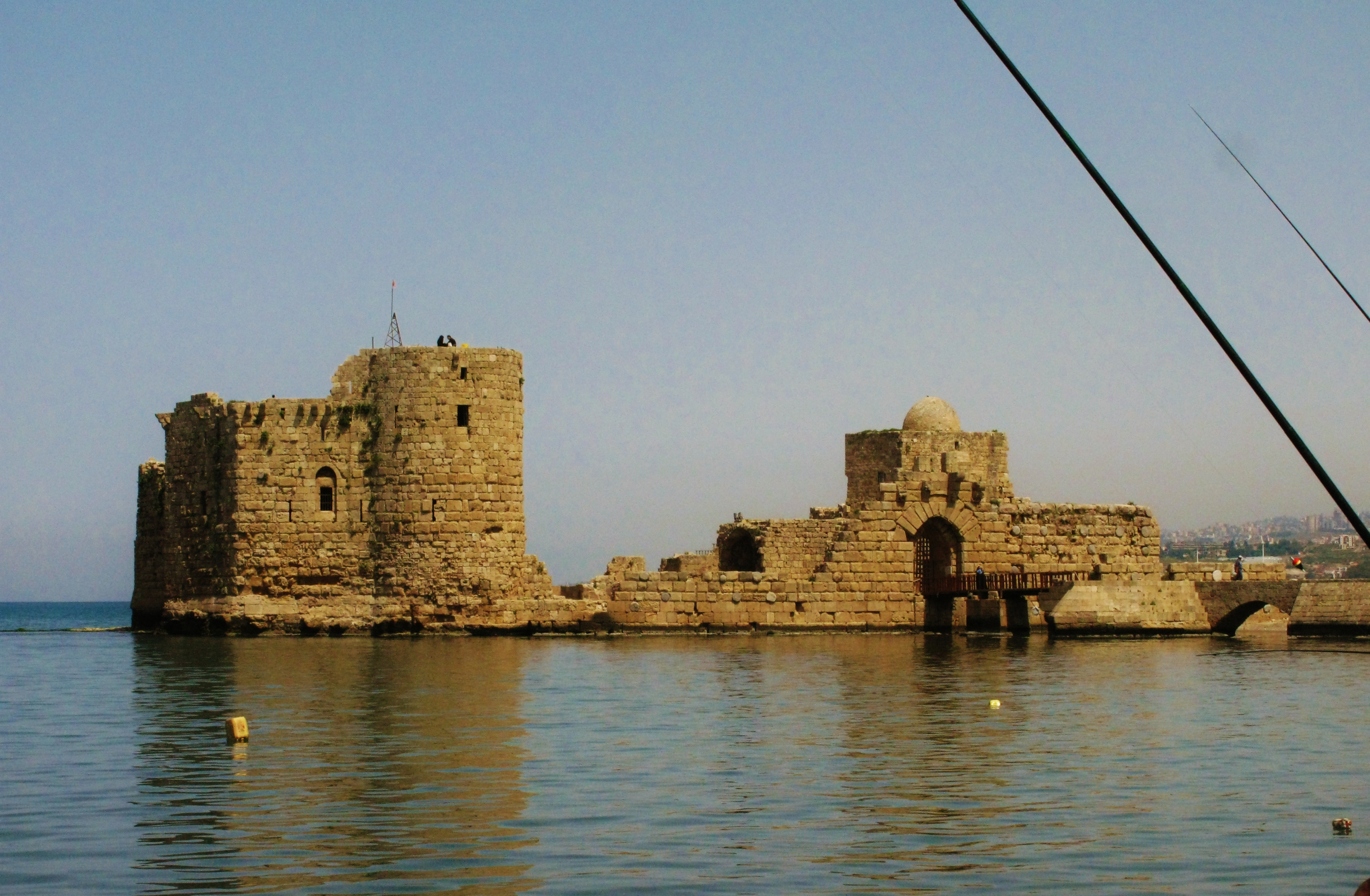
Морской замок Сидона

По приказу Балдуина I и Иерусалимского патриарха Ибелина Арльского в благодарность за помощь Сигурд I получил щепу от Святого креста.
Управление Сидоном в статусе сеньории было передано Евстахию де Гранье — впоследствии коннетаблю Иерусалимского королевства.